# (4422) Jarre
(4422) Jarre – niewielka planetoida z pasa głównego asteroid okrążająca Słońce w ciągu 3 lat i 128 dni w średniej odległości około 2,24 j.a. po orbicie nachylonej pod kątem 4,8° do ekliptyki. Została odkryta 17 października 1942 roku w Algiers Observatory w Algierze przez Louisa Boyera. Nazwa planetoidy pochodzi od francuskich muzyków: Maurice’a Jarre’a oraz Jeana Michela Jarre’a. Przed jej nadaniem planetoida nosiła oznaczenie tymczasowe (4422) 1942 UA.
Średnica planetoidy wynosi około 6,33 km.